# Dendrophidion brunneum
Dendrophidion brunneum är en ormart som beskrevs av Günther 1858. Dendrophidion brunneum ingår i släktet Dendrophidion och familjen snokar. Inga underarter finns listade i Catalogue of Life.
Arten förekommer i Ecuador och Peru. Honor lägger ägg.